# Koroška Bela
Koroška Bela – wieś w Słowenii, w gminie Jesenice. W 2018 roku liczyła 2060 mieszkańców.